# Херрман, Пауль
Пауль Херрман (нем. Paul Herrmann; род. 16 ноября 1985) — немецкий шорт-трекист, двукратный призёр чемпионата мира 2010 и 2011 года, а также четырёхкратный призёр чемпионата Европы 2007, 2010, 2012 и 2014 года. Участник зимних Олимпийских игр 2010 года.

## Спортивная карьера
Пауль Херрман родился в городе Дрезден, Германская Демократическая Республика. Тренировался на базе клуба «EV Dresden». Херрману принадлежат два рекорда Германии на соревнованиях по шорт-треку. Первый он установил 18 февраля 2011 года в составе четвёрки в эстафете на 5000 м — 6.41,060. Второй был установлен им 19 января 2014 года в забеге на 1000 м — 1.25,231.
Первую медаль на соревновании международного уровня Херрман выиграл во время чемпионата Европы по шорт-треку 2007 года в английском городе — Шеффилд. Его команда в мужской эстафете на 5000 м с результатом 7:03.185 выиграла золотые медали, обогнав соперников из Венгрии (7:05.326 — 2-е место) и Великобритании (7:09.182 — 3-е место).
Последняя на данный момент медаль в его активе была получена во время чемпионата Европы по шорт-треку 2014 года в родном для него — Дрездене. Немецкие шорт-трекисты в мужской эстафете на 5000 м с результатом 6:48.313 выиграли бронзовые медали, уступив более высокие позиции спортсменам из Нидерландов (6:46.072 — 2-е место) и России (6:45.803 — 1-е место).
На зимних Олимпийских играх 2010 года Херрман был заявлен для участия в забеге на 1000, 1500 и эстафете на 5000 м. 17 февраля 2010 года он завершил своё выступление в забеге на 1000 метров не пойдя квалификацию (общий зачёт — 17-е место). В шестом забеге первого этапа квалификации с результатом 1:26.739 он финишировал третьим. В следующий раунд прошли спортсмены из США и Китая.